# Ausführliches Lexikon der griechischen und römischen Mythologie
El Ausführliches Lexikon der griechischen und römischen Mythologie ("Diccionario enciclopédico de la mitología griega y romana") es la más extensa recopilación enciclopédica de datos sobre la mitología de Grecia Antigua y Roma. Comenzó a ser publicada por Wilhelm Heinrich Roscher en 1884 y continuó con la colaboración de otros especialistas hasta completarse sus seis volúmenes. A la muerte de Roscher en 1923 tomó la dirección del proyecto  Konrat Ziegler.
La obra fue publicada por la editorial alemana B. G. Teubner Verlag de Leipzig en 9 tomos que corresponden a 6 volúmenes ("Band"), algunos de ellos con dos fascículos ("Abteilung"):
- Band 1, Abteilung 1: Aba–Evan (1886)
- Band 1, Abteilung 2: Euxistratos–Hysiris. Vorläufige Nachträge zu Band 1 (1890)
- Band 2, Abteilung 1: Iache–Kyzikos (1894)
- Band 2, Abteilung 2: Laas–Myton (1897)
- Band 3, Abteilung 1: Nabaiothes–Pasicharea (1902)
- Band 3, Abteilung 2: Pasikrateia–Pyxios und Palladion–Phoinix (1909)
- Band 4: Qu–S (1909–1915)[1]
- Band 5: T (1924)
- Band 6: U–Zyrratêl sowie Nachträge: Abaios–Zwölfgötter, Acerbas–Telephos (1937)

También aparecieron los siguientes suplementos:
- Karl Friedrich Bruchmann: Epitheta deorum quae apud poetas graecos leguntur, Leipzig 1893
- Jesse Benedict Carter: Epitheta deorum quae apud poetas latinos leguntur, Leipzig 1902
- Ernst Hugo Berger: Mythische Kosmographie der Griechen, Leipzig 1904
- Otto Gruppe: Geschichte der Klassischen Mythologie und Religionsgeschichte, Leipzig 1921

## Colaboradores de la obra
A
Emil Aust
B
Karl Bapp
• Julius Adolf Bernhard
• Oskar Bie
• Theodor Birt
• Leo Bloch
• Karl Friedrich Bruchmann
• Walter Bubbe
• Heinrich Bulle
• Karl Buslepp
C
Jesse Benedict Carter
• Otto Crusius
• Franz Cumont
D
Wilhelm Deecke
• Friedrich Deneken
• Ludwig Deubner
• Franz Dornseiff
• Friedrich Reinhold Dressler
• Wilhelm Drexler
E
Theodor Eisele
• Richard Engelmann
• Alexander Enmann
F
Ernst Fabricius
• Eugen Fehrle
• Eva Fiesel
• Adam Flasch
• C. Fleischer
• Reinhold Franz
• Paul Friedländer
• Adolf Furtwängler
G
Rudolph Gaedechens
• Paul Gläßer
• Wilhelm Greve
• Otto Gruppe
• Wilhelm Gundel
H
Franz Hannig
• Ferdinand Haug
• Johannes Hugo Helbig
• Paul Herrmann
• P. Hirsch
• Otto Höfer
• Richard Holland
I
Max Ihm
• Johannes Ilberg
• Otto Immisch
J
Alfred Jeremias
• Otto Jessen
K
Johann Baptist Keune
• Joseph Klek
• Adolf Klügmann
• Georg Knaack
• S. Krauss
• Kreuzer
• Heinrich Küentzle
• Ernst Kuhnert
L
Carl Ferdinand Friedrich Lehmann-Haupt
• Max Lehnerdt
• Heinrich Lewy
• Reinhold von Lichtenberg
• Balduin Lorentz
M
Robert Mackrodt
• Maximilian Mayer
• Otto Meltzer
• Eduard Meyer
• Elard Hugo Meyer
O
Georg Oertel
• Kurt Orinsky
• Hermann Ostern
• Walter F. Otto
P
Carl Pauli
• W. Pauli
• Rudolf Peter
• Friedrich Pfister
• Richard Pietschmann
• Karl Pilling
• Karl Preisendanz
• August Preuner
• August Procksch
• Karl Purgold
Q
Fritz Quilling
R
Adolf Rapp
• August Reifferscheid
• Franz Richter
• Günther Roeder
• Wilhelm Heinrich Roscher
• Otto Rossbach
• Otto Rubensohn
• Ludwig Ruhl
S
Bruno Sauer
• Christian Scherer
• Adolf Schirmer
• Johannes Schmidt
• Theodor Schreiber
• August Schultz
• Eduard Schwartz
• Konrad Seeliger
• Georg Steindorff
• Hermann Steuding
• Heinrich Wilhelm Stoll
• Franz Studniczka
• Ludwig von Sybel
T
Eduard Thraemer
• Karl Tümpel
• Gustav Türk
V
Julius Vogel
• Friedrich Adolf Voigt
W
Richard Wagner
• Otto Waser
• Georg Weicker
• Otto Weinreich
• Paul Weizsäcker
• Ludwig Weniger
• Konrad Wernicke
• Sam Wide
• Erich Wilisch
• Georg Wissowa
• Oswald Wolff
• Emil Wörner
• Richard Wünsch
Z
Konrat Ziegler